# Librería feminista

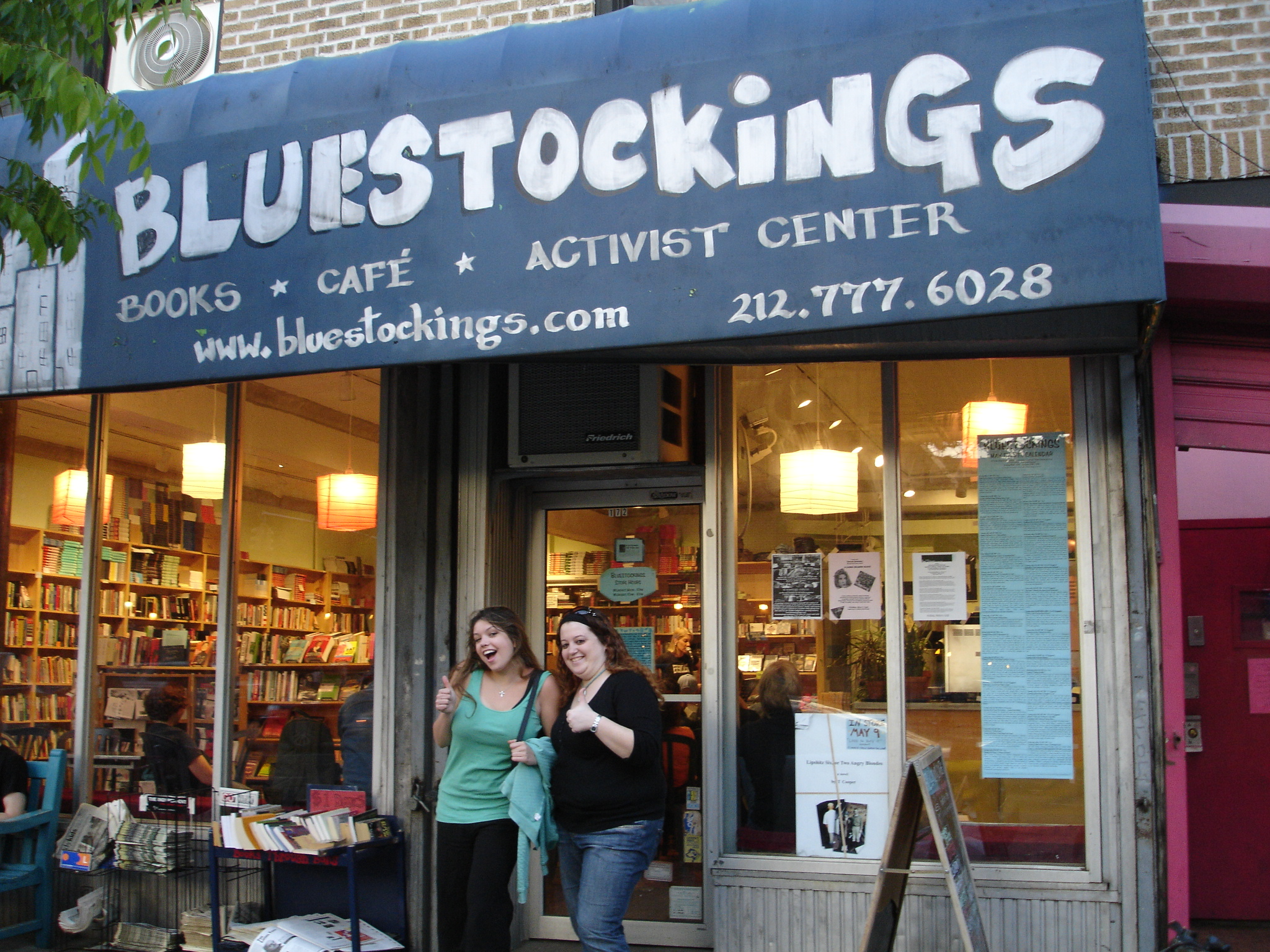
Bluestockings, Lower East Side, Nueva York, 2006

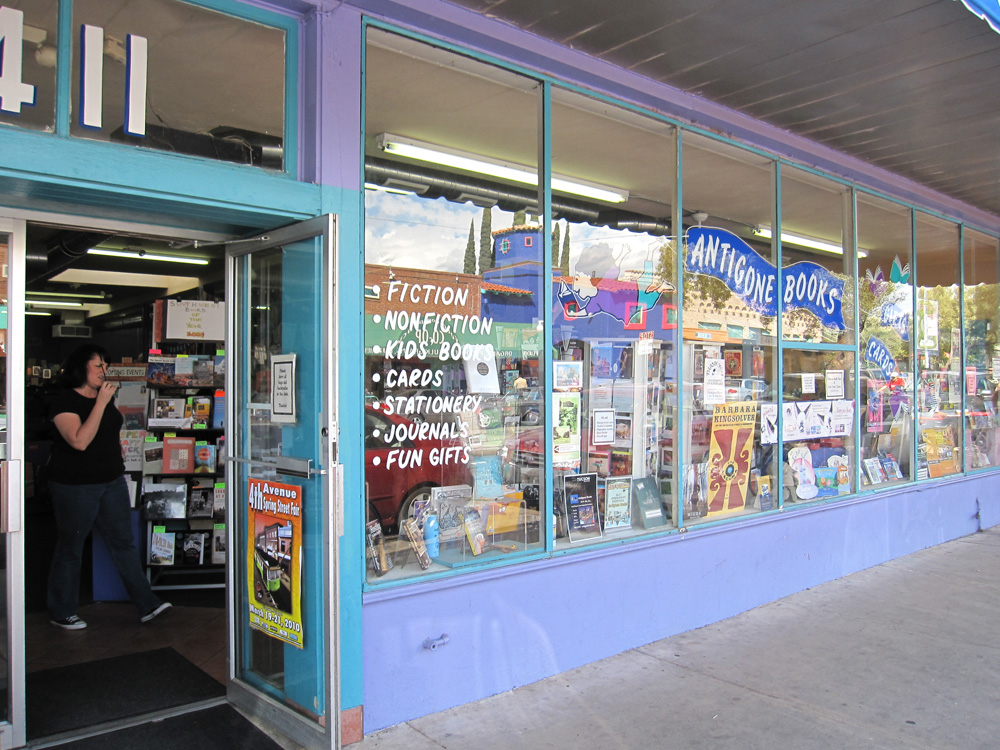
Antigone Books en Tucson, Arizona

Una librería feminista es aquella que vende material relacionado con temas relacionados o que incumben a mujeres, el género y la sexualidad. Estas tiendas fueron algunos de los primeros espacios abiertos para la formación y organización de comunidades feministas.
Antes de la expansión de las librerías feministas, la venta de libros se trataba de un comercio dominado por los hombres blancos en Estados Unidos. Había una falta de conciencia e interés dentro del contexto de estas librerías que pudiera satisfacer las exigencias que las mujeres necesitaban en ese momento. Aunque algunas librerías tenían pequeñas secciones dedicadas a la literatura femenina o libros feministas, estas eran limitadas y no proporcionaban el alcance y la profundidad representativas de esta categoría, tratando aquellos temas no androcéntricos como una sección adicional en las librerías en lugar de una parte integral.

## Historia
Las librerías feministas surgieron en este contexto como espacios no sólo para comprar libros, sino también para fomentar las comunidades para mujeres, lesbianas y feministas en general, como parte del creciente movimiento feminista de mediados del siglo XX.Estas librerías independientes formaron una red en los Estados Unidos y en el extranjero durante la década de 1960 y después como parte de la segunda ola del movimiento feminista.Por ejemplo, Sisterwrite, la primera librería feminista de Gran Bretaña,abrió sus puertas en 1978 y fue dirigida como un colectivo.
Además de la función que tenían como tiendas de libros, las librerías feministas sirvieron como lugares de aprendizaje y organización para el cambio social. Muchas librerías feministas estaban dirigidas por colectivos de mujeres con una estructura jerárquica. Se trataba de un modelo de negocio anticapitalista acorde con la creencia de las personas feministas de la segunda ola de que era necesario un cambio sistemático que diera pie a cambios significativos en las vidas de las mujeres.
El llamamiento a crear tipos más diversos de espacios feministas y lésbicos se produjo en parte debido a la limitada cantidad de lugares y negocios queer que fomentaran la formación de comunidades, con la notable excepción de la escena de los bares gais. Incluso dentro de espacios explícitamente LBGT, las lesbianas fueron condenadas al ostracismo y a una discriminación social más amplia que a la que se pudieron enfrentar otras personas pertenecientes a la comunidad LGBT. Las librerías feministas se crearon en parte para combatir esta homofobia y lesbofobia en respuesta a la falta de espacios seguros para lesbianas y mujeres bisexuales.

## Establecimiento de Estudios de Género y Mujeres
Las librerías feministas fueron esenciales para el establecimiento y crecimiento de los estudios feministas en la academia. La consolidación de la literatura feminista y la normalización de estos espacios abiertos a discusiones sobre cuestiones relacionadas con las mujeres, hicieron que estas librerías se convirtieran en incubadoras de intelectuales feministas. La teoría crítica de la raza y la teoría de género fueron propiciadas en parte por estas intelectuales y activistas, y las librerías feministas fueron clave para desarrollar el contenido necesario para el establecimiento de este campo en la academia. Debido a que estas librerías eran espacios abiertos al público y proporcionaban recursos tanto a través de los productos vendidos como de las mujeres que dirigían las tiendas, personas que nunca antes habían tenido acceso a ese conocimiento pudieron tenerlo. Esto permitió una convocatoria más generalizada, en un principio para estudios de la mujer y más adelante para estudios de género, como departamentos académicos en todo el país.

## Problemas y respuestas ante las librerías feministas
Aunque muchas librerías tuvieron la intención de crear una junta de personas propietarias diversas que representasen diversas experiencias de ser mujer, el feminismo blanco fue el predominante entre algunos círculos de liderazgo. En el caso de la librería A Woman's Place, la supuesta falta de comprensión de interseccionalidad provocó el eventual deterioro de la junta cooperativa y un debate legal de alto perfil.
Una de las formas en las que las mujeres de color lidiaron con este entorno fue abriendo negocios dirigidos y centrados en sus propias experiencias y diseñados para fomentar las experiencias de otras mujeres de color. Kitchen Table Press es un ejemplo de ello; se trataba de una editorial que producía literatura escrita exclusivamente por mujeres de color de todos los orígenes que luego se vendía al público, a menudo a través de librerías feministas.